# La Higuera, Ixtlahuacán del Río
La Higuera är en ort i Mexiko.   Den ligger i kommunen Ixtlahuacán del Río och delstaten Jalisco, i den centrala delen av landet, 500 km väster om huvudstaden Mexico City. La Higuera ligger 1 609 meter över havet och antalet invånare är 204.
Terrängen runt La Higuera är kuperad åt sydväst, men åt nordost är den platt. Runt La Higuera är det ganska tätbefolkat, med 54 invånare per kvadratkilometer. Närmaste större samhälle är Zapopan, 18,2 km sydväst om La Higuera. Omgivningarna runt La Higuera är en mosaik av jordbruksmark och naturlig växtlighet.